# Essek William Kenyon
Essek William Kenyon, noto anche come  E. W. Kenyon o William Kenyon (Hadley, 25 aprile 1867 – 19 marzo 1948), è stato un predicatore statunitense.
Pastore della New Covenant Baptist Church ha inoltre fondato il Bethel Bible Institute a Spencer, Massachusetts.

## Biografia
Kenyon nacque il 25 aprile 1867 ad Hadley, New York. All'età di 17 anni, si convertì in una riunione di preghiera metodista. Divenne membro della chiesa all'età di vent'anni e tenne il suo primo sermone alla Chiesa Metodista di Amsterdam, New York, dove servì come diacono. Kenyon ebbe una crisi di fede e lasciò la fede per 2 anni e mezzo prima di tornare alla fede nel 1893. Anche se desiderava fare l'attore, Kenyon si guadagnò da vivere come venditore di pianoforte e organi. Nel tentativo di affinare le sue capacità di recitazione, Kenyon frequentò la Emerson School of Oratoriy di Boston per un anno nel 1892 studiando recitazione.
Kenyon sposò per la prima volta Evva Spurling. I due si sposarono l'8 maggio 1893. Poco dopo, Kenyon ha partecipato ai servizi della Clarendon Street Baptist Church guidata dal pastore Adoniram Judson (A.J.) Gordon.  A questo servizio, Kenyon e sua moglie ridistriarono la loro vita al Signore.
Nello stesso anno, Kenyon si unì ai Battisti del Libero Arbitrio e divenne pastore in una piccola chiesa di Elmira, New York. Nel 1898 Kenyon aprì il Bethel Bible Institute a Spencer, Massachusetts, che rimase in funzione fino al 1923. Ne fu presidente per venticinque anni. La scuola in seguito si trasferì a Providence, Rhode Island, e divenne Providence Bible Institute. In seguito divenne il Barrington College e si fuse con il Gordon College, che prese il nome da uno dei molti mentori di Kenyon, A. J. Gordon. Ora è conosciuto come Gordon College.
Evva Kenyon morì nel 1914. Successivamente, Kenyon sposò Alice M. Whitney ed ebbe un figlio e una figlia con lei. Nel 1948, E. W. Kenyon morì, e sua figlia Ruth, con la quale stava vivendo, continuò con il suo ministero di pubblicazione.